# William Bonin

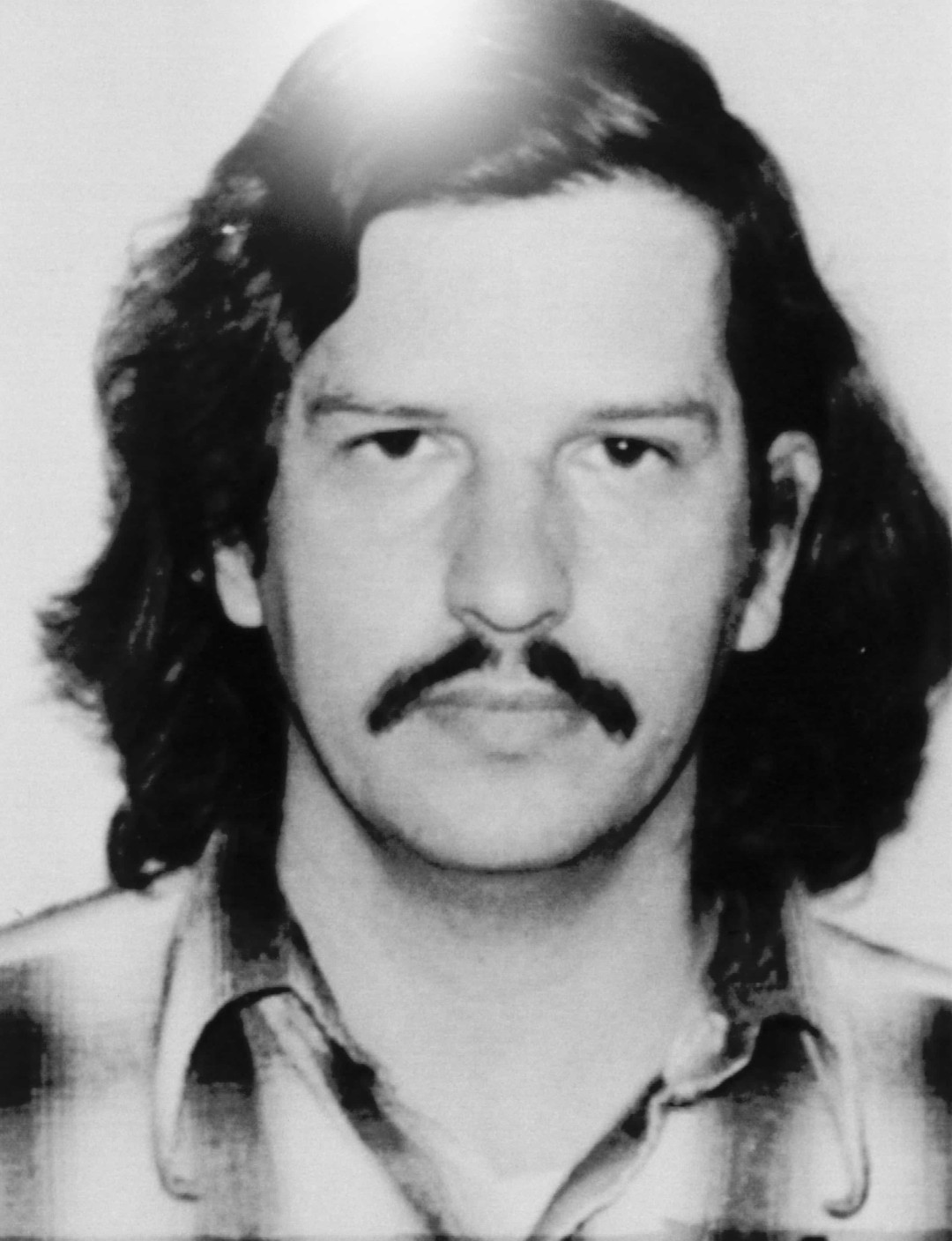
William Bonin (1982)

William George Bonin alias „The Freeway Killer“ (* 8. Januar 1947; † 23. Februar 1996 im Staatsgefängnis San Quentin, Kalifornien) war ein US-amerikanischer Serienmörder.

## Leben
Bonin war Lastwagenfahrer und suchte sich seine männlichen, sehr jungen Opfer auf dem Freeway. Die meisten von ihnen wurden erwürgt oder erstochen. Alle Opfer waren zuvor von ihm vergewaltigt worden. Bei seinen Taten hatte er Hilfe von Gregory M. Miley, James Michael Munro, Vernon Butts und William Ray Pugh.
Bonin wurde am 5. Januar 1982 wegen der Vergewaltigung und Ermordung von zehn jungen Männern zum Tode verurteilt und erhielt nach dem Eingeständnis von vier weiteren Morden ein weiteres Mal die Todesstrafe. Er zeigte keine Reue. Insgesamt wird Bonin verdächtigt, mindestens 21 und bis zu 36 Morde begangen zu haben. Bonin wurde am 23. Februar 1996 im kalifornischen Gefängnis San Quentin hingerichtet. Er war der erste zum Tode Verurteilte in Kalifornien, der durch die Giftspritze hingerichtet wurde. Der Staat Kalifornien wurde von Oberstaatsanwalt David O. Carter vertreten.